# Paputona
Paputona is een geslacht van rechtvleugeligen uit de familie krekels (Gryllidae). De wetenschappelijke naam van dit geslacht is voor het eerst geldig gepubliceerd in 2008 door Gorochov.

## Soorten
Het geslacht Paputona omvat de volgende soorten:
- Paputona cheesmanae Gorochov, 2008
- Paputona occidentalis Gorochov, 2008